# Monobolodes
Monobolodes is een geslacht van vlinders van de familie Uraniavlinders (Uraniidae), uit de onderfamilie Epipleminae.

## Soorten
- M. fuscibrunnea Warren, 1899
- M. pallens Warren, 1899
- M. parvinigrata Holloway, 1998
- M. pseudosimulans Holloway, 1998
- M. rectifascia Warren, 1899
- M. ruptifascia Holloway, 1998
- M. schistacea Warren, 1905
- M. subfalcata Warren, 1898
- M. undatifascia Holloway, 1998
- M. ustimacula Warren, 1903